# Paul Korb
Paul Willy Korb (* 30. August 1904 in Schwarzenberg; † 28. Januar 2002 ebenda) war ein deutscher Klempner und Lackierer, kommunistischer Widerstandskämpfer gegen den Nationalsozialismus und später KPD/SED-Politiker in der Kreisstadt Schwarzenberg.

## Leben
Korb hatte sieben Geschwister und besuchte von 1911 bis 1918 die Volksschule in Schwarzenberg, anschließend absolvierte er eine Klempner- und Lackiererausbildung bei den Krauß-Werken. Von 1925 bis 1930 war er als Stanzer in Beierfeld tätig.
Korb trat 1927 der KPD bei. 1933 wurde er verhaftet und kam in das KZ Zschorlau und anschließend in das KZ Sachsenburg. 1936 erfolgte seine Entlassung. 1942 erfolgte seine Einberufung zum Wehrdienst. Er kam an die Ostfront, wo er ein Jahr später schwer verwundet wurde und heimkehrte. Unmittelbar nach Ende des Zweiten Weltkrieges wurde Korb im nichtbesetzten Schwarzenberg am 11. Mai 1945 Mitglied des antifaschistischen Aktionsausschusses. Er übernahm das städtische Polizeiamt und wenig später auch das Melde- und das Standesamt. Diese Funktionen waren der Anlass für eine Vielzahl von Ehrungen, die er später in der DDR erhielt.
Ab 1956 war Korb für das Ministerium für Staatssicherheit tätig. Später arbeitete er als Leiter der Abteilung Kader beim Rat des Kreises (1957), als erster stellvertretender Vorsitzender des Rats des Kreises und als Stellvertreter für Inneres und Vorsitzender der Plankommission Schwarzenberg (1958–1961). Aus gesundheitlichen Gründen gab Korb diese Ämter 1961 auf.

## Ehrungen (Auswahl)
- 1965 Verdienstmedaille der DDR
- 1970 Ernst-Schneller-Medaille
- 1971 Vaterländischer Verdienstorden in Silber
- 1980 Vaterländischer Verdienstorden in Gold
- 1984 wurde er zum Ehrenbürger der Stadt Schwarzenberg ernannt.

## Publikationen
- 83 Tage KZ Zschorlau 1933. Komitee der Antifaschistischen Widerstandskämpfer Kreise Stollberg, Aue, Schwarzenberg, 1978.
- Das Arbeiterheim Bermsgrün, Kreis Schwarzenberg. Kommission zur Erforschung der Geschichte der Örtlichen Arbeiterbewegung bei der Kreisleitung der SED Schwarzenberg, 1981